# Hendrik Bate
Hendrik Bate (latinul: Henricus Batenus, németül: Heinrich Baten), vagy Mecheleni Henrik (latinul: Henricus Mechliniensis, németül: Heinrich von Mecheln), (Mechelen, 1246. március 24. – ?, 1317) középkori németalföldi filozófus.
Salisburyi Jánoshoz hasonlóan fejedelmek környezetében élt, és korában költőként és zenészként is ismeretes volt. Anyagi függetlensége lehetővé tette, hogy ne csatlakozzon egyik filozófiai iskolához sem. Műve a Speculum divinorum et quorumdam naturalium (Az isteni és némely természeti dolgok tüköre).
A Hainaut-i Guido utrechti püspök kérésére írt alkotásban Bate tulajdonképpen különböző véleményeket sorol fel, és az olvasóra bízza az igazság eldöntését. Ennek ellenére szabályosan felépített műről van szó, amely vizsgálja az érzékelés, a szenvedőleges és a cselekvő értelem, az anyag, az értelem és a test kapcsolata, az ideák, az emberi test szervezete és keletkezése, a lélek tevékenysége, az ébrenlét, alvás és álmodás, a meteorok, a természetes és démoni jelenségek, az égitestek, és az Első Princípium kérdését. A szerző széleskörű műveltségére vall, hogy ismeri Platón Timaioszát és Phaidónját, Calcidiust, Prokloszt, Hermész Triszmegisztoszt, Ióannész Philoponoszt, Arisztotelészt, Al-Farábit, Avicennát, Alhazent, és Averroest. Platón és Arisztotelész ellentéteiben elsősorban Platón véleményét fogadja el.